# 조지 프랫 슐츠
조지 프랫 슐츠(George Pratt Shultz, 1920년 12월 13일 ~ 2021년 2월 6일)는 미국의 교수, 사업가이며 공화당의 정치인이자, 60대 국무장관(1982년 ~ 1989년)이다. 또한 미국과 해외에서 정부, 경영과 노동 기구들의 고문을 지냈고, 노동 분쟁의 중재인으로서 공정한 역할을 수행했다.
1942년 프린스턴 대학교를 졸업하고 1949년 매사추세츠 공과대학에서 경제학 박사 학위를 취득하였다. 매사추세츠 공과 대학에서 1948년부터 1955년까지, 1956년부터 1957년까지 경제학을 강의하였다. 1957년에는 시카고 대학교에서 노사관계의 교수가 되었고, 1962년에는 경영 대학원의 원장을 지냈다.
닉슨 내각에서 1969년부터 1970년까지 노동부 장관으로 근무하다가, 1970년부터 1972년까지 행정 관리 예산국의 국장을 지냈다. 1972년부터 1974년까지 재무 장관 겸 경제 정책 위원회의 회장을 맡으면서, 정부의 경제 정책에 결정들을 조화시키는 성과를 얻는 데 책임을 지었다.
레이건 정부에 들어가기 전에 7년 동안 큰 국제적 토목 회사 베첼 그룹 주식회사(Betchel Group Inc.)의 사장으로 있었다. 1982년 알렉산더 헤이그가 국무 장관 직을 사임하자, 그의 뒤를 이어 국무 장관이 되었다.
1989년 내각을 떠나 다시 교수 생활을 하였다.

## 어린 시절
뉴욕에서 벌 얼 슐츠와 마거릿 레녹스의 외동아들로 태어난 슐츠는 뉴저지주 엥글우드에서 자라왔다. 그의 증조부는 독일에서 온 이민자였다.
슐츠는 지방 공립 학교를 다니고, 후에 고등학교의 2년째에 엥글우드 남자 학교(오늘날 드와이트-엥글우드 학교)로 전학을 갔다. 그는 코네티컷주 윈저에 있는 정예 사립 예비 기숙사 고등학교인 루미스 채피 학교를 졸업하였다.
고등학교 후에 슐츠는 프린스턴 대학교에 입학하였다. 그는 국제적과 공공적 정세에서 부전공과 함께 경제학에서 학사 학위를 취득하였다.
1942년 슐츠는 명예들과 함께 졸업하였다. 졸업 후에 그해부터 1945년까지 활동 임무에 미국 해병대에 복무하였다. 그는 대위의 계급에 도달하여 앙가우르 전투가 열리는 동안 미국 육군의 81 보병 연대로 파견되었다.
슐츠는 1949년 매사추세츠 공과대학로부터 산업 경제학에서 박사 학위를 취득하였다. 1948년부터 1957년까지 매사추세츠 공과대학의 경제학부와 그 경영 슬론 학교에서 강의하였다. 1957년 시카고 대학교에 산업 관계의 교수로서 가입하여 노사관계를 강의하였다. 1962년부터 1968년까지 그는 노사관계 대학원의 학장을 지냈다. 1969년 슐츠는 리처드 닉슨 대통령을 위하여 봉사하러 갔다.

## 닉슨 행정부

### 노동부 장관
1969년부터 1970년까지 슐츠는 노동부 장관을 지냈다. 그는 롱쇼어멘스 유니언의 파업 사건을 향하여 이론을 지원한 큰 문제를 해결에서 학계에서 개발되어 당들이 잘되어 가도록하였다. 슐츠는 후에 강제적인 사선들에 의하여 흑인들의 확실한 수를 인정하는 데 흑인 회원들을 거부한 펜실베이니아주 건설 조합들을 요청하는 필라델피아 계획을 강요하였다. 그는 닉슨의 비공식적 AFL - CIO 대사였다.
1970년 7월 1일 슐츠는 행정 관리 예산국의 초대 국장이 되었다.

### 재무 장관
1972년 6월부터 1974년 5월까지 슐츠는 재무 장관을 지냈다. 이 직위에 있는 동안 그는 2개의 주요 논쟁들과 근심을 가졌는 데 존 코널리 장관 아래 시작된 닉슨의 "새경제 정책"의 국내적 행정을 지속하고, 1973년 2월에 일어난 달러 위기를 일신하였다.
1971년 슐츠는 물가통제를 들어올린 NEP의 다음 단계를 제정하였다. 그는 자신이 강하게 후원한 금본위제를 폐지하는 데 결정이 생긴 파리에서 열린 국제 통화 회담에 참석하였다.

## 60대 국무 장관

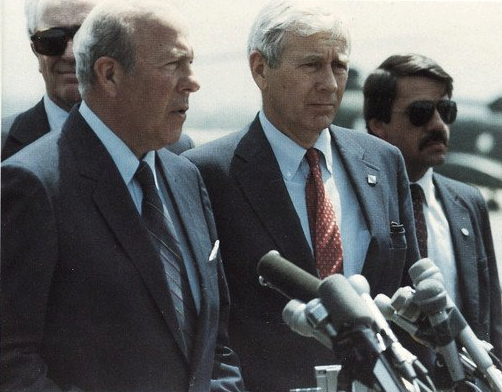
레바논을 방문한 슐츠 (1983년)

1982년 7월 16일 슐츠는 로널드 레이건 대통령에 의하여 60대 국무 장관으로 임명되어 사임한 알렉산더 헤이그를 대체하였다. 그는 딘 러스크 이래 직위에서 6년과 절반의 장기적 세월을 보냈다. 레이건의 외교 정책을 공식화하고 이행하는 데 그는 주로 해외 근무에 의지하였다.
자신의 재직 동안 슐츠는 자신의 전임자로부터 타이완에 관하여 중화인민공화국과 협상하였다. 협상들의 몇달 후에 미국이 무기의 판매를 제한시키고, 중화인민공화국이 "평화적 해결"를 추구하는 데 동의한 타이완에 미국과 중화인민공화국이 합동 성명서를 발포하였다.
슐츠는 또한 중동과 중앙아메리카에서 교전들을 끝내고, 국제적 테러리즘과 다루는 데 계획들을 추구하기도 하였다. 그는 우주에 기지를 둔 반미사일 방어 제도를 포함한 강한 국방 프로그램을 성원하였다. 슐츠는 소련과 미국의 무기 제한 회담들을 지도하였다.
충실한 국제적 여행자로서 그는 레이건의 소련 지도자들과 회담들에 참석하였다. 그의 학문적과 노동적 중재 배경은 국무 장관으로서 그의 업무에 그의 접근을 본받았다.

## 이후의 세월

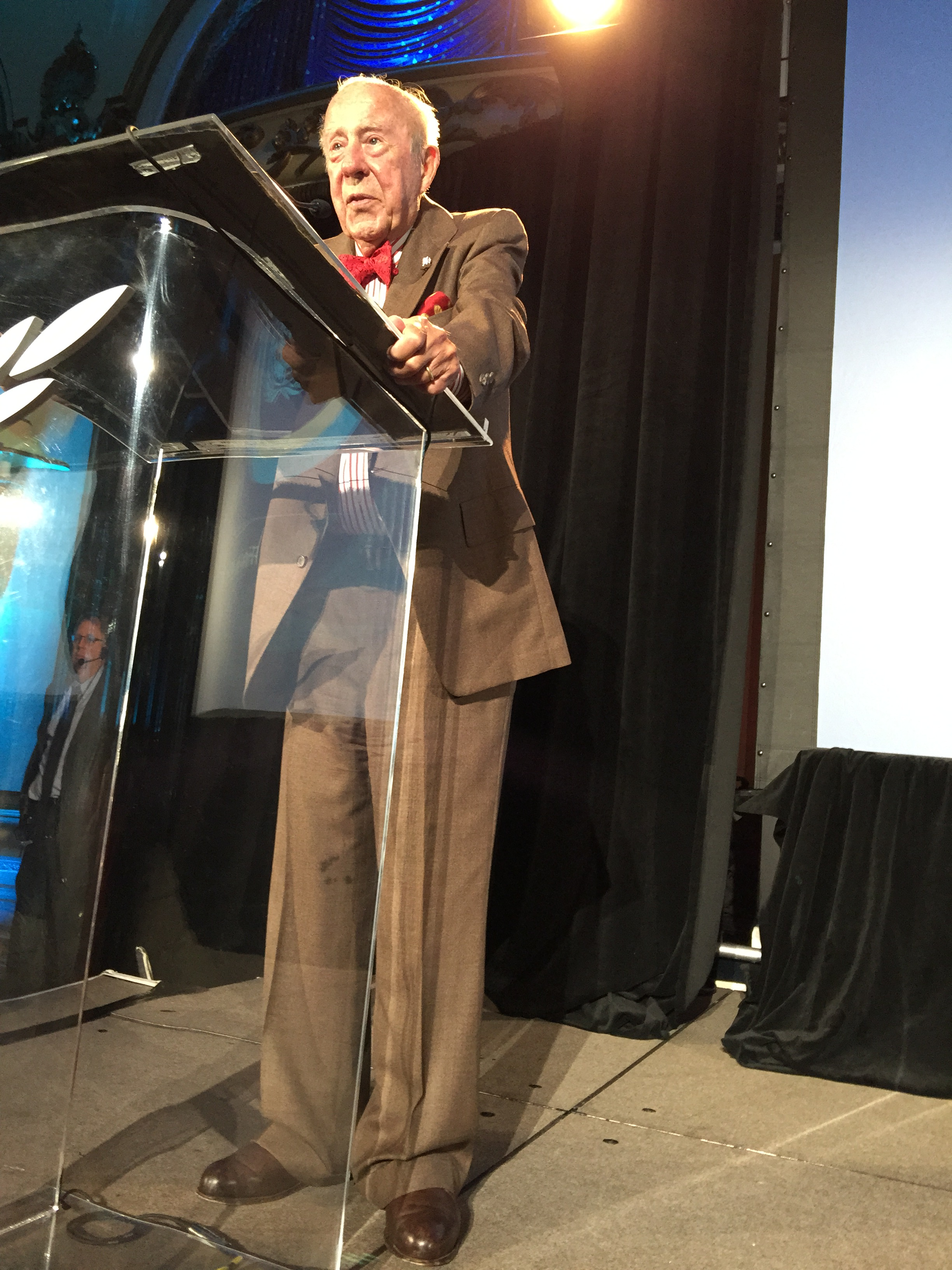
유엔 창립 70주년 만찬에서(2015년)

1989년 1월 20일 슐츠는 국무장관 직을 떠나 오락적 마약의 적법화를 요구하는 데 첫 현저한 공화당원이 되었다. 그는 공공적 보건과 마약의 이용에 접근하는 손해 감소를 요규한 마약 정책에 지구촌 위원회의 일부였다.
그는 2000년 대통령을 위하여 선거에 나가는 데 가능한 공화당 후보들로 평가되었던 마이클 보스킨, 존 테일러와 콘돌리자 라이스를 포함한 정치적 숙련가들과 자신의 전망들을 논의한 조지 W. 부시와 회담을 주최하였다. 2000년 미국 대통령 선거가 열리는 동안 슐츠는 부시의 대통령 선거 운동을 위한 조언자와 부시를 위한 정책 선도자들의 단체 "벌칸스"(Vulcans)의 연장자 일원을 지냈다.
2005년 그는 쿠바의 봉쇄에 대항하는 연설을 하여 정책이 "재정신이 아니다"라고 불렀다. 그는 피델 카스트로의 지배를 떨어뜨리는 도움을 줄 자유 무역을 소개하는 것을 주장하였다.
워렌 버페이와 더불어 그는 2003년 캘리포니아주의 주지사 후보 아널드 슈워제네거의 선거 운동에 조언 단체인 캘리포니아주 경제 회복 회의의 공동 의장을 지냈다.
그는 월스트리트 저널에서 여론을 공동으로 저술하였다.

## 사망
2021년 2월 6일 캘리포니아주 스탠퍼드에 있는 저택에서 100세의 나이로 자연사 하였다.